# Тропічний ліс: Історія долини папороті
«Тропічний ліс: Історія долини папороті» — анімаційний фільм 1992 року, дебют режисера Біла Кроєра за оповіданням Діани Янг «Долина папороті». Фільм створено за австралійсько-американського співробітництва Kroyer Films, Inc., Youngheart Productions, FAI Films і 20th Century Fox.
Фільм отримав переважно позитивні відгуки та помірний фінансовий успіх. 1998 року вийшло його продовження «Долина папороті 2: Магічний порятунок», одразу на відеоносіях.

## Сюжет
У Долині папороті живуть феї, що піклуються про природу. Стара фея-чарівниця розповідає юній Крісті, що в давнину люди та феї дружили, але прокинувся злий дух Гексус і ледь не знищив долину; люди втекли, а Гексуса вдалося ув'язнити в дереві. Кріста не слухає розповідь і вирушає розважатися. Злетівши над деревами, вона зауважує дим і зазнає нападу сокола. Її друг Піпс рятує Крісту. Чарівниця навчає Крісту як виростити дерево на залишках пня.
Кріста зустрічає ексцентричного кажана Бетті Кода, який стверджує, що над ним експериментували люди, і вживили йому в мозок імплантат. Потім вона натрапляє на мітки на деревах, які ставить лісоруб Зак. Його колеги починають рубати дерева пилорамою і Кріста, намагаючись втрутитися магією, випадково зменшує Зака.
Спершу Зак не розуміє, що сталося, та ставиться до феї вороже. Кріста рятує його від голодної ящірки та марно намагається розчаклувати. Вона веде Зака до чарівниці, тим часом лісоруби знаходять дерево, в якому ув'язнено Гексуса. Він звільняється, набувши подоби згустку чорного слизу, та починає рости, харчуючись димом. Гексус підробляє наказ начальства, щоб змусити лісорубів Тоні та Ральфа перемістити пилораму в Долину папороті.
Зак розповідає феям про людське життя та навчає їх співати. Він зустрічає Піпса, з яким змагається за прихильність Крісти, що показує різні дива лісу. Зак закохується в Крісту, але приховує від неї справжню причину повернення людей — вирубку лісу. Коли ознаки воскресіння Гексуса починають проявлятися в отруєних деревах і річках, Зак нарешті визнає, що люди знищують ліс. Феї намагаються захистити свої домівки. Знаючи, що їхня боротьба безнадійна, Зак переконує Бетті допомогти йому зупинити пилораму, перш ніж вона їх знищить. Коли Зак повідомляє про свою присутність Тоні та Ральфу, Гексус захоплює пилораму та нищить ліс.
Чарівниця дає Крісті насінину, куди вкладає всю свою магічну силу. Бетті закидає Зака всередину пилорами, де той вимикає ключ запалювання, позбавляючи Гексуса джерела його сили, але той встигає запалити ліс. Кріста дозволяє Гексусу проковтнути себе та, здавалося б, гине. Але насінина проростає всередині Гексуса та з допомогою інших фей перетворюється на дерево. Гексус знову опиняється в ув'язненні.
Кріста вибирається з дерева та приймає обов'язки захисниці лісу. Зак каже, що повинен повернутися до людей, щоб завадити їм далі нищити ліс. Кріста дає Заку насіння та повертає звичайний розмір. Пам'ятаючи про насіння у своїй руці, Зак обіцяє берегти пригоду та закопує насіння в землю. Потім він каже Тоні та Ральфу, що їм «багато що треба зробити». Зворушена його вчинком, Кріста допомагає насінині прорости, за чим спостерігають люди.

## Сприйняття
На сайті Rotten Tomatoes фільм отримав 67% позитивних відгуків із середнім рейтингом 6,4/10. На Metacritic середня оцінка склала 67 балів зі 100, що вказує на «загалом схвальні відгуки».
Після виходу фільму «Аватар» (2009) кінокритики неодноразово зазначали, що його сюжет має паралелі чи явно запозичує багато елементів з «Долини папороті»: від характерів персонажів до екологічного посилу та сюжетних ситуацій.